# Bami

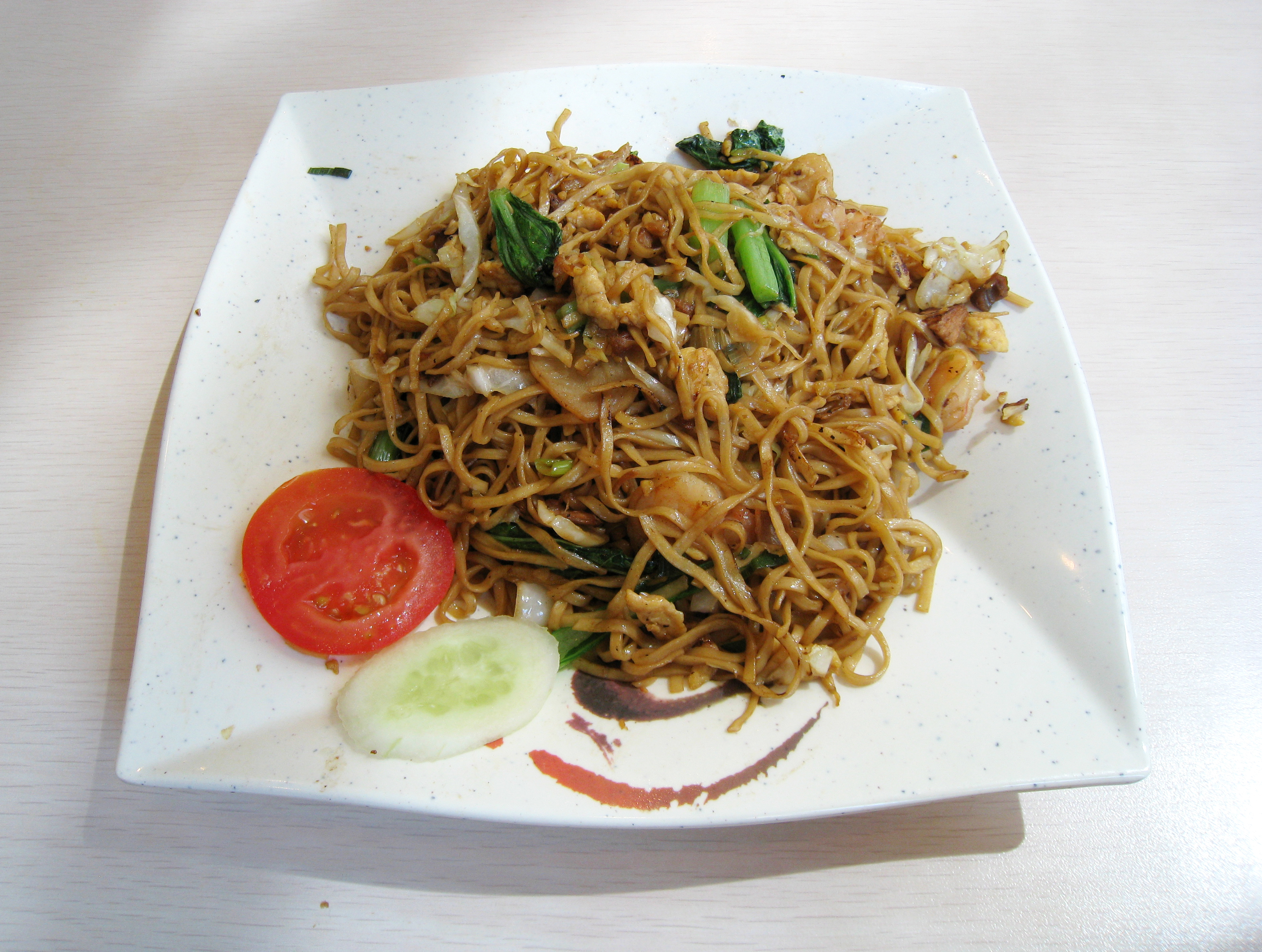
Bami goreng in Indonesië

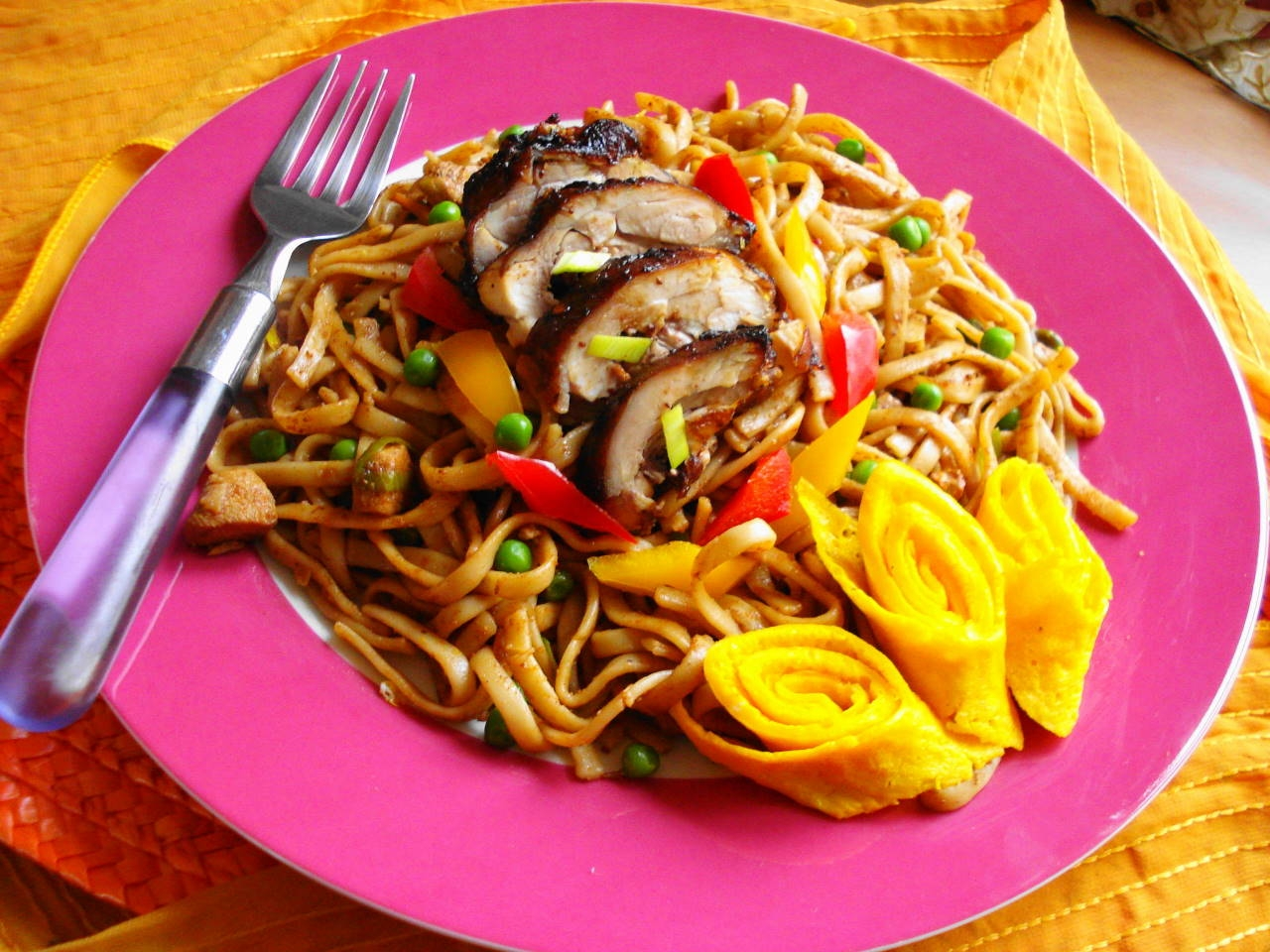
Surinaamse bami goreng

Bami (soms geschreven als bahmi of  bamie) is een van oorsprong Chinees ingrediënt. De benaming komt uit de Chinese Minnanyu-taal, waarin "ba" (ook wel "bak") vlees betekent, en "mie" de Min Nan benaming is voor een soort noedels gemaakt van tarwe. Bak-mie betekent dus eigenlijk: "tarwenoedels geschikt voor vleesgerechten". Ook in Indonesië, Maleisië en in Thailand worden deze tarwenoedels als bami aangeduid en via het Maleis (de voertaal in voormalig Nederlands-Indië) is het woord in de Nederlandse taal opgenomen.
In Nederland wordt met bami vaak bami goreng bedoeld, namelijk gebakken bami met (meestal) vlees of garnalen, groenten, ei en andere smaakmakers als toevoegingen aan de tarwenoedels. De benaming 'bami goreng' komt uit het Maleisische en Indonesische taalgebied waar 'goreng' gebakken betekent. Het wordt in Nederland gebruikt om alle vormen van gebakken mie aan te duiden, ook de Chinese en soms zelfs ook de Thaise varianten. De in Nederland gebruikelijke textuur en smaak van deze noedels is anders dan bij Aziatische bami.
In de Chinese keuken wordt bami vaak geserveerd in soepen. Bekend uit de Kantonese keuken is "cha siew thong mien", een soep met (ba)mienoedels en zoet, geroosterd varkensvlees.
In Singapore is een bekend gerecht hokkien bihoen mie waarin zowel mihoen (ook 'bihoen', rijstvermicelli) als tarwenoedels (mie) zijn verwerkt, geserveerd in een sterk geurende soep gemaakt van garnalen.
Bami goreng is met de komst van Javanen uit Indonesië naar Suriname meegekomen. De Surinaamse bami goreng wordt bereid met een eigen samenstelling van kruiden en specerijen. Het is donkerder van kleur en het heeft een eigen smaak waarin het gebruik van trassi een belangrijke rol speelt. De samenstelling ervan is mede beïnvloed door andere bevolkingsgroepen zoals de Hindoestanen, Creolen en (Hakka-)Chinezen. Surinaamse bami goreng wordt vaak geserveerd met een vleesgerecht zoals losi-foroe (geroosterde kip) en met verschillende bijgerechten zoals gebakken banaan, Surinaams zuurgoed, ei-sliertjes en Madame Jeanette.
In Suriname zijn er twee soorten bami: tjauw min (Chinees) en bami (Javaans). Tjauw min zijn dunne slierten en bami is dikker.

## Overig
In sommige Europese landen wordt van bami een snack gemaakt: de bamischijf. Een bamischijf bestaat uit een kern van bami en een omhulsel van paneermeel.